# The Flaming Lips
The Flaming Lips este o trupă de rock alternativ, psihedelic și experimental.  A fost fondată în Norman, statul american Oklahoma, în 1983.

## Membrii trupei

### Membri actuali
- Wayne Coyne – voce principală, chitară, clape, theremin (1983–prezent)
- Michael Ivins – chitară bas, clape, voce secundară (1983–prezent)
- Steven Drozd – chitară, clape, chitară bas, baterie, voce secundară (1991–prezent)
- Derek Brown – chitară, clape, percuție, voce secundară (2009–prezent)

- Jake Ingalls – clape, chitară (2013–prezent)
- Matt Duckworth  – baterie, percuție, clape (2014–prezent)
- Nick Ley – percuție, baterie, samples (2014–prezent)

Foști membri
- Mark Coyne – voce principală (1983–1985)
- Dave Kostka – baterie(1983–1984)
- Richard English – baterie, clape, voce secundară (1984–1988)
- Nathan Roberts – baterie (1989–1991)
- Jonathan Donahue – chitară, voce secundară (1989–1991)
- Jon Mooneyham – chitară(1991)
- Ronald Jones – chitară, voce secundară (1991–1996)
- Ray Suen – percuție, vioară, harpă, clape(2009–2012)
- Kliph Scurlock – baterie, percuție (2002–2014)

## Discografie
- Hear It Is (1986)
- Oh My Gawd!!!...The Flaming Lips (1987)
- Telepathic Surgery (1989)
- In a Priest Driven Ambulance (with Silver Sunshine Stares) (1990)
- Hit to Death in the Future Head (1992)
- Transmissions from the Satellite Heart (1993)
- Clouds Taste Metallic (1995)
- Zaireeka (1997)
- The Soft Bulletin (1999)
- Yoshimi Battles the Pink Robots (2002)
- At War with the Mystics (2006)
- Embryonic (2009)
- The Flaming Lips and Heady Fwends (2012)
- The Terror (2013)
- With a Little Help from My Fwends (2014)
- Oczy Mlody (2017)
- King's Mouth (2019)

## Christmas on Mars
În 2001,  Flaming Lips a început realizarea unui film independent cu buget redus denumit Christmas on Mars. Filmările s-au terminat la sfârșitul lunii septembrie 2005 și a avut premiera la 25 mai 2008 la Sasquatch! Music Festival. Filmul spune povestea primului Crăciun al unei colonii marțiene și  a fost scris de  Wayne Coyne, co-regizat de Wayne Coyne, Bradley Beesley și George Salisbury, trupa fiind actorii principali ai filmului.

## Premii
- Premiile Grammy

- Câștigat: (2003) Best Rock Instrumental Performance pentru "Approaching Pavonis Mons by Balloon (Utopia Planitia)"
- Nominalizare: (2004) Best Alternative Album pentru  Fight Test EP.
- Nominalizare: (2007) Best Alternative Album pentru At War With the Mystics.
- Câștigat: (2007) Best Rock Instrumental Performance pentru "The Wizard Turns On..."
- Câștigat: (2007) Best Engineered Album, Non-Classical pentru At War with the Mystics.
- Nominalizare:  (2008) Best Surround Sound Album pentru At War With the Mystics 5.1.

- Premiile BRIT

- Nominalizare: (2007) for Best International Group.